# 7號國道 (南非)
7號國道（N7）是南非一條幹線公路，北起與納米比亞接壤的菲烏爾德勒夫，與大西洋岸平行、南至開普敦止。全長591公里。